# Minilya (rivier)
De Minilya is een rivier in de regio Gascoyne in West-Australië.

## Geschiedenis
Ten tijde van de Europese kolonisatie leefden de Baijungu Aborigines in het gebied.
In 1876 vermeldden Charles Brockman and George Hamersley de rivier voor het eerst. De naam is Aborigines van afkomst maar de betekenis is niet bekend.

## Geografie
De Minilya ontstaat op een hoogte van 275 meter boven de zeespiegel, in het zuidwesten van de Black Range. De rivier stroomt naar het westen, kruist de North West Coastal Highway en mondt na ongeveer 270 kilometer in Lake MacLeod uit.
Onderstaande waterlopen monden in de rivier uit:
- Bee Well Creek (208m)
- Minilya River South Branch (181m)
- Naughton Creek (157m).

## Ecologie
De bodem in het stroomgebied van de rivier is geërodeerd en de begroeiing gedegradeerd als gevolg van de veelvuldige begrazing door het vee van de omliggende pastorale stations. Opdat de omgeving terug zou herstellen werd een hekwerk langs de rivier recht getrokken. Er werden nieuwe drinkplaatsen ontwikkeld en kleinere weilanden afgebakend zodat de beesten minder lang op eenzelfde plaats grazen.